# BUZZ STUDIO
『BUZZ STUDIO』（バズスタジオ）は、FMヨコハマにて2020年4月4日から放送されているラジオ番組。

## 概要
- FMヨコハマ35周年を記念して作られた新プロジェクト・エフチューバー（ラジオ＋YouTuber＝エフチューバー）に合格した、TRYZEROの海道ロバート、村山水生、放送作家の柴田佳英、シンガーソングライターのあいうえちあき、マルチリアンみうらん、元UUUM社員こうせいが週替わりで出演する。
- コンセプトは、FMヨコハマのYouTubeチャンネルで活躍する”Ftuber”が、ラジオと動画を用いて、新たな“バズの発信源”を目指すエンターテインメント番組。
- 藤田優一は、部長という肩書きで不定期で出演する。
- 2022年2月26日で100回目を迎えた。と同時に、同放送内において、2022年3月26日の放送回をもって、番組終了が発表される。

## パーソナリティ
- 藤田優一

エフチューバーの部長という肩書きで不定期出演。
- 村山水生

かつてコミュニティFMのDJをやっていた。
2021年4月～ 月～金16:00 FM横浜 セーブアンドイートhttps://www.fmyokohama.jp/saveandeat/ レポーター
- 柴田佳英 （しばけん）

放送作家。毎週土曜日放送のGod Bless Saturdayのスタッフも担当している。
- あいうえちあき

シンガーソングライター
毎週土曜日 マリンFM 「RedioJackYOKOHAMA」DJ」
- みうらん

通称バズスタの母
地域活性、環境問題などに積極的に取り組む自称マルチリアン
- こうせい

元UUUM社員YouTuber

## 元メンバー
- 海道ロバート　（2021年8月末　卒業）

TRYZEROのリーダー

## 放送時間
2020年4月4日 -
- 毎週土曜日 3:00 - 4:00（金曜日深夜）